# Juslepel

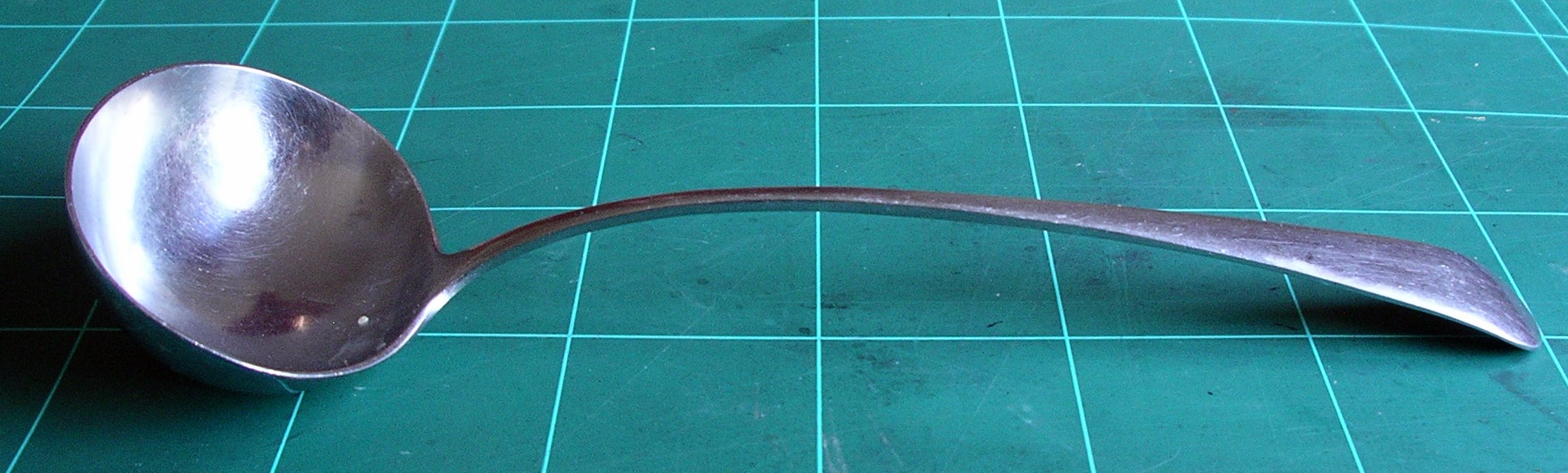
Roestvrijstalen lepel (op 5cm ruitjes)

Een juslepel of sauslepel is een lepel om saus mee op te scheppen. Jus betekent in het Latijn saus of sap, en de juslepel is dan ook niet alleen voor het opscheppen van jus bedoeld. De gemiddelde juslepel heeft een inhoud van ongeveer 20 ml (0,02 liter).
dessertlepel · eierlepel · eetlepel ·  groentelepel · ijslepel · juslepel · maatlepel · opscheplepel · pollepel · soeplepel · theelepel